# Предраг Ристић
Предраг Пеђа Ристић (Београд, 17. јануар 1931 — Београд, 5. август 2019) био је српски архитекта и универзитетски предавач.

## Биографија
Рођен у Београду 17. јануара 1931. године и крштен у цркви Светог Петра и Павла у Топчидеру 1. фебруара исте године. Отац машински инжењер Петар (1896−1974) рођен у Јагодини пореклом из Херцеговине, и Марија Табаковић (1906−1992) рођена у Араду пореклом из Билеће, по чијој лози је четврта генерација дипломираних архитеката. Деда по мајци му је архитекта Милан Табаковић. Ујак Иван Табаковић, био је чувени сликар, а ујак Ђорђе Табаковић, чувени архитекта.
Био је ожењен, имао троје одрасле деце и двојицу унука. Син Сава, архитекта, је власник грађевинског инжењеринга, са којим је сарађивао.
Преминуо је 5. августа 2019. године у Београду. Сахрањен је 9. августа исте године на београдском Новом гробљу.

## Школовање
Основну Немачко-српску школу у Београду завршио 1941, а гимназију краља Александра I 1949. године. Дипломирао 1956. године на Архитектонском факултету у Београду са оценом 10 са пројектом Саборне цркве и сопственом теоријом акустике, основаној на математичкој теорији скупова.
Докторирао са највећом могућом оценом на Универзитету у Грацу 1980. са тезом „Реконструкције преисторијске архитектуре Лепенског Вира“. Докторат је нострификован на Београдском Универзитету. Државни испит је положио 1979. године.

## Службовање
Никада није био запослен у „друштвеном сектору“, имао је статус истакнутог слободног уметника, био члан УЛУПУДС-а, и у пензији је био од 1991. године до смрти. Од 1977. је био гост-професор Универзитета у Грацу и Бечу. Био је изабран за редовног професора на Универзитету у Приштини, али му је мимо закона онемогућено да предаје. Изабран за госта професора на универзитету у „École nationale supérieure d'architecture de Paris-La Villette“ у Паризу 1999.
На Академији СПЦ за уметност и конзервацију је био професор од њеног оснивања.

## Дела и награде

### Изложбе са предавањима
Значајније изложбе са предавањима: 
1. „Сецесион“ галерија у Бечу 1979. 2. Грац 1969, 1974. 1981. 1984. Рим 1972. Од 1956 год сваке године 1 до 5 самосталних, групних изложби или јавних предавања. (Београд, Загреб, Љубљана, Нови Сад, Суботица, Горњи Милановац, Караташ, Неготин, Љубљана, Словењ Градец, Марибор; Опатија, Сарајево, Апатин, Бања Лука, Приштина, Париз, Рим, Торонто, Сиднеј, Подгорица)

### Важнији теоретски чланци и критике
Дугогодишњи или повремени сарадник-критичар часописа Књижевне новине, Књижевна реч, Дело, Поља, Галаксија, Човјек и простор, Градац, Православље, Светигора, Свети кнез Лазар, Политика, и др

### Телевизија
Аутор и водитељ/учесник научних ТВ серија „Свет око нас“, „Изгубљени Град“ „Сведоци Отаца“ и других бројних серија и појединачних прилога, интервјуа приказа и критика почев од 1966. године.

### Најважнија дела и чланци
1. Теорија акустике 1956.
2. Савске Таблице 1966.
3. Реконструкција преисторијског насеља Лепенски Вир 1968.
4. Реконструкција преисторијске архитектуре Златних Апатинских венаца 1987.
5. Тафеполис 1972. (пројект савременог гробља).
6. Пројект реконструкција и ревитализација Светих Арханђела код Призрена.
7. Пројект ревитализације Новог Брда.
8. Пројект ревитализације тврђаве Пале.
9. Реконструкција Светих Арханђела и трг на Палама.
10. Рекомпозиција Цркве у Мушутишту
11. иа текстови о текстови другим средњевековним црквама и комплексима...

### Награде
- Орден Светога Саве II реда 1990,
- Прва награда принца Чарлса за пројекат црквеног дома у Бирмингему у Енглеској 1989.[3]
- Сребрна награда на међународном филмском фестивалу у зап. Берлину 1974. за научни филм,
- Прва награда за Југословенски научни ТВ филм године 1970.
- Награда за животно дело УЛУПУДС-а.
- Прва награда за радио драму РТС 1984.
- Награда „Стефан Првовенчани”, 2010.

### Друштвено ангажовање
Један од чланова групе коју данас зовемо Медиала, јединог српског аутентичног покрета који је основан око 1950. и траје до данас, а неки од припадника су: Леонид Шејка, Влада Величковић, Љуба Поповић, Дадо Ђурић, Вукота Вукотић, Оља Ивањицки....
Оснивач друштва „Љубитеља Саве и Дунава 1961.“ Оснивач друштва за Обнову и оживљавање Светих Арханђела код Призрена 1989. 
Оснивач друштва „Немачко-српске сарадње“ 1994. 
Седам година био председник друштва жртава комунистичког терора „Свети Ђорђе“. 
Није никада био члан ниједне политичке партије а био је више пута хапшен од 1946. године из политичких разлога. 
Оснивач еснафа „Лазар Хиландарац“ за неговање црквених мобилијара 1999.

### Рестаурације
1. Вукова родна кућа у Тршићу 1964.
2. Дом Јеврема Грујића 1964.
3. Учешће у рестаураторским радовима на замку „Малборк” (Мариенбург) у Пољској 1965.
4. Реконструкција фасаде и ентеријера Таковска 17 1968.
5. Реконструкција фасаде и ентеријера у Господар Јевремовој.
6. реконструкција и ревитализација манастира Светих Арханђела код Призрена 1989.
7. Реконструкција Цркве Светог Николе у Приштини 1988.
8. Реконструкција и ревитализација Новог Брда на Косову 1988.
9. реконструкција манастира Житомислић 2000.

### Значајнији неизведени пројекти
1. Двор Митрополије у Србињу 1993.
2. Црква Свете Тројице у Скадру.
3. Саборни храм у Приштини.
4. Саборни Храм у Ваљеву.
5. Духовни центар у Ваљеву.
6. Реконструкција Тврђаве Пале.
7. Руска црква у Сарајеву.
8. Црква Светог Фотија у Кикинди.
9. Уређење парцеле на Новом гробљу.
10. Уређење обала Саве и Дунава и бројни други.

### Изведени објекти народне и индивидуалне архитектуре
Као значајнији и успешнији пројект за пример издвајамо конак Поповића у Гроцкој из 1964. поред више стотинак других породичних кућа и кућица за одмор, као и преко стотину адаптација поткровља у Београду, за што је добио награду УЛУПУДС-а за „Животно дело“.
У каталогу „Сигма-пројекта“ је 200 типских пројеката аутора ПР у српском народном стилу, који се свакодневно продавале.

### Порушене, оштећене или покрадене цркве у рату 1991—95
- Црква Светог Георгија у Славонском Броду, (срушена до темеља). Нова црква се гради на истом месту по истом пројекту.
- Црквица Светог Георгија у Паучју, (срушена до темеља)
- Црква Светог Илије у Стријежевици, (оштећена)
- Црква у Пакленици код Рајића, (растурена)
- Црквица у Уштици код Јасеновца,
- Црква и црквени дом Светог Саве у Смолућу код Тузле, (срушен до темеља)
- Свеправославни центар и црквица у Пероју код Пуле, (оштећен и опљачкан.)
- Музеј СПЦ у Загребу, (миниран.) 9. Црква у Сухомлаки,(?)
- Црква Свете Недеље у Бовићу, (растурена)
- Црквица Светог Стефана Штиљановића у Валпову, (Срушена до темеља.)
- Црква у Нашицама,(?)
- Црква Светог Спиридона у Дрежници у Горском котару, (растурен грађевински материјал),
- Црква у Бабићима код Шипова, (оштећена и опљачкана).

### Цркве или црквени објекти и реконструкције
- Саборни храм Христовог васкрсења у Подгорици 1989-2013.
- Саборни храм Светог Јована Владимира у Бару, 2015.
- Црквени двор у Бару (завршен и освећен),
- Црквени дом Светог кнеза Лазара у Бирмингему у Енглеској са црквицом Свете Евгеније (завршен и освећен 1989. награда принца Чарлса)
- Црквени дом и црква Преноса моштију Светог Саве у Хановеру у Немачкој. (завршена 1996, освећена и живописана)
- Црква Вазнесења Господњег у Мровској (завршена 1984)
- Крстионица Светог Саве у манастиру Каони (завршена и живописана 1984)
- Црквени дом у Брдарици, 1987.
- Црква Вазнесења Господњег у Доњем Црниљеву, (завршена и живописана 1985)
- Реконструкције цркве и конака у манастиру Каони, (завршене реконструкције се непрекидно даље настављају).
- Црква Светог кнеза Лазара у Банатском Карађорђеву, (завршена и освећена 1987)
- Црква Светих Ћирила и Методија у Краљевићеву, (Завршена и освећена 1990).
- Црквица Педесетнице манастира Средиште. (завршена и живописана 1997)
- Црква у Сечњу, (завршена и живописана 1997).
- Конак и црквица манастира Свете Меланије у Зрењанину 1985.
- Водица Светог Илије у Долову
- Конак манастира Хајдучице са црквицом, (завршен и живописан 1987)
- Црква у Какмужу на Озрену, (3авршени грађевински радови 1990)
- Црква Светог Георгија у Бајмоку, (3авршена 1996, живописање и градња звоника у току)
- Црква у Лединцима(?)
- Црква Светог цара Лазара у Белотићу, (Завршена и освећена 1988).
- Црква Св. апостола Петра и Павла у Комирићу код Осечине, (завршена и освећена 1990).
- Двор „Гласа цркве” у Ваљеву, (завршен и освећен 1990).
- Црва Светог Илије на Требевићу над Сарајевом.(завршена и освећена 1993).
- Црква Светог Георгија у Зминици на Дурмитору,(грађевински завршена 1987)
- Црква Светог Георгија на Равној гори, (завршена и освећена 1998)
- Црква Светог кнеза Лазара у Накову (почетак радова 1998)
- Реконструкција цркве Светог Николе у Приштини, (радови завршени 1988).
- Реконструкција цркве у Стапару код Ваљева. (1998)
- Парохијски дом у Апатину, (завршен и освећен 1997)
- Храм Сабор Светих Апостола у Апатину у Апатину, (завршени грађевински радови 2000)
- Црква Христа Спаситеља у Убу (по узору Светих Арханђела код Призрена (грађевински радови завршени 2000).
- Водица у Павлишу (?)
- Црква Светог Луке у Крњачи, 1997.
- Црква Светог Јована Владимира у Владимировцима, (темељи 1996)
- Црква у Пландишту, 1995.?)
- Црква Светог Георгија у Костолцу - изведени зидови (преузет пројект и за Пожаревац)
- Црква Свете Марине у Бањи Врујци, (радови у току од 1997)
- Реконструкција цркве светог Албана у Цириху, (1995.?)
- Реконструкција цркве Архиђакона Стефана у Сиднеју, 1996).
- Црква Успења Богородице на Златној Обали код Брисбејна, (пројект 1996. радови у току).
- Црквица Свих Српских Мученика и Новомученика у Љешанској нахији, (пројект и темељи 1998).
- Црквица на гробљу у Сиднеју, (пројект 1998).
- Конак на Равној гори, (пројект 1998).
- Црквени дом и црквица у Заблаћу код Чачка, (199?).
- Црква Светог Георгија у Сонти код Апатина.
- Привремена адаптација ентеријера бивше немачке школе за цркву у Пригревици 1998.
- Црква Свете Тројице у Гацком 1999.
- Саборни Храм Сабора српских Светитеља у Торонту 1986-2000.
- Црква Благовештења (Задужбина Јована Дучића) на Црквинама у Требињу почето и потпуно завршено 2000.
- Двор - Задужбина Црквина, на Црквини у Требињу почето и завршено 2000.
- Пирг и капија манастира Тврдош у Требињу почета и завршена 2000.
- Крст четника шкипара Попа Радојице у Гацку 2000.
- Трпезарија манастира Тврдош 2000.
- Црквени дом у Диселдорфу 1993.
- Ризница, језеро, нови конак, црква на манастирском гробљу манастира Каоне.
- Рекомпозиција манастира Житомислић варине Груде на петропавловском пољу.
- Црква Светог кнеза Лазара на Љубићу код Чачка,
- Црква у Пландишту, црквени дом у Пландишту.
- Пирг у Пладишту.
- Црквица у Липову код Колашина,
- Црквица у Пљевљима,
- Ризница на Црквини.
- Рекомпозиција цркве у Горњој Топлици,
- Црква у Болници у Ваљеву.
- Троцрква у манастиру Ћелије,
- Црква на тврђави у Хрупјелима Требиње.
- Црква у Маглићу код Новог Сада,
- Адаптација цркве у Цириху,
- Адаптација цркве у Базелу

### Књиге
- Истина Лепенског Вира, Пеђа Ристић, уредник Весна Пешић, Пешић и синови, Београд 2011.[4]
- Колач, Предраг Ристић, уредник Весна Пешић, Пешић и синови, Београд 2012

### Текстови
„Библиотека Предраг Ристић“ на Пројекту Растко
- Премлаћивање на Техничком факултету Београдског универзитета 1952. године
- Задарски случај 1966.
- Питам се, шта је истина: кружни исечак или трапез?
- Како је текла израда и одбрана доктората о Лепенском виру
- Како да Лепенски Вир најзад уђе у УНЕСКО
- Бежанија породице Ристић априла 1941. године
- Француски ђаци: повест о Петру Никодија Ристићу
- Знакови Логоса у темељима Светих Арханђела код Призрена
- Типологија крсних знамења српском народу (каталог), коауторски проф. др Предраг Ристић и проф. Рајко Д. Блажић
- Типологија крсних знамења српском народу 2 (летак), коауторски проф. др Предраг Ристић и проф. Рајко Д. Блажић
- Предраг Ристић - Пеђа Исус, биографија

### Програм за скрипта-уџбеник-књигу Академије СПЦ-УК
Збирно редиговано издање већ објављиваних чланака по разним часописима. 
1. Теорија реконструкција преисторијских архитектура.
2. Теорија акустике православних храмова.
3. Реконструкција Светих Арханђела код Призрена.
4. Логос у дому хлеба.
5. Порекло стила.
6. Програм за предавање архитектуре на Академији, који је већ приложен 1996.

## Галерија
- Црква на Памиру, са Леонидом Шејком, Београд, 1953.
- Реконструкција архитектуре Лепенског Вира, 1968.
- Парохијски дом, Бирмингем, Енглеска, 1989. награда Принца Чарлса
- Црква на манастирском гробљу, Каона
- Дом Јеврема Грујића (приватни музеј дипломатије), Београд, 1964.
- Црква Светог Кнеза Лазара, Карађорђево, Банат, 1988.
- Херцеговачка Грачаница, Требиње, 2000.
- Црква Вазнесења Христовог, Уб
- Црква Светог Луке, Крњача, 2002.
- Храм сабора српских светитеља, Мисисага, Канада, 2002.
- Црква Светог Стефана, Липово
- Црква Светог мученика Станка, манастир Острог
- Црква Светог Кнеза Лазара на Љубићу у Чачку, 2012.
- Црква Христовог Гроба, Пребиловци, Херцеговина, 2015.